# Ménil-Erreux
Ménil-Erreux is een gemeente in het Franse departement Orne (regio Normandië) en telt 231 inwoners (2004). De plaats maakt deel uit van het arrondissement Alençon.

## Geografie
De oppervlakte van Ménil-Erreux bedraagt 11,2 km², de bevolkingsdichtheid is 20,6 inwoners per km².
De onderstaande kaart toont de ligging van Ménil-Erreux met de belangrijkste infrastructuur en aangrenzende gemeenten.

## Demografie
Onderstaande figuur toont het verloop van het inwonertal (bron: INSEE-tellingen).